# Francisco Leite Ribeiro
Francisco Leite Ribeiro (São João del Rey, 13 de agosto de 1780 — Barbacena, 16 de maio de 1844) foi um capitão de ordenanças e comendador da Imperial Ordem da Rosa.

## Família
Era filho do Sargento-Mor José Leite Ribeiro e de Escolástica Maria de Jesus Moraes, e portanto irmão de Custódio Ferreira Leite, barão de Airuoca, e de Francisca Bernardina do Sacramento Leite Ribeiro, baronesa consorte de Itambé.
Casou-se duas vezes. Na primeira, em 4 de fevereiro de 1811, com Teresa Angélica de Jesus Vidal, natural da freguesia de Simão Pereira, Minas Gerais, filha do Brigadeiro José Vidal Barbosa, Cavaleiro da Ordem de Cristo, e Rita Teresa de Jesus da Silva, neta materna do Capitão Antônio Vidal e de Teresa Gonçalves Chaves, neta materna de Antônio Gonçalves da Silva e Ana Florência da Purificação Ferreira Cabral. Teve com ela:
- Major João Vidal Leite Ribeiro, casado com Maria da Conceição Monteiro de Barros, filha de Antônio José Monteiro de Barros e Ana Helena de Sauvan Monteiro de Barros, esta, por sua vez, filha dos Viscondes de Congonhas do Campo. Foram pais, dentre outros, de Eugênio Vidal Leite Ribeiro.
- Manuel Vidal Leite Ribeiro, casado com Maria Teresa Monteiro de Barros, filha de Antônio Augusto Monteiro de Barros
- Rita Vidal Leite Ribeiro
- Joaquim Vidal Leite Ribeiro, Barão de Itamarandiba
- Antônio Vidal Leite Ribeiro
- Ana Vidal Leite Ribeiro

Na segunda vez se casou com Francisca Caetana de Oliveira.

## Realizações
Na segunda década do século XIX, Francisco Leite Ribeiro deixou a Comarca do Rio das Mortes em direção à Zona da Mata Mineira até atingir a margem esquerda do Rio Paraíba do Sul, divisa com o Rio de Janeiro. Com o auxílio do filho Joaquim Vidal e dos genros, fundou diversas fazendas a partir das quais se iniciou a colonização da região que inclui os atuais municípios mineiros de Mar de Espanha, Além Paraíba, Chiador e Santo Antônio do Aventureiro. A mais importante das fazendas, chamada Louriçal, chegou a apresentar 140 mil pés de café e 228 escravos quando da morte do Comendador em 1844, segundo os autos do inventário.
Seu poder de influência junto à Assembleia Legislativa da Província do Rio de Janeiro fez com que, em 1836, o governo fluminense autorizasse a construção da Estrada da Serra do Couto, que ligava o Porto da Piedade, no atual município de Magé, ao Registro de Sapucaia, na divisa com a província de Minas Gerais. Terminada a estrada, Francisco Leite Ribeiro executou a construção da ponte sobre o Paraíba do Sul, concluindo a ligação com a província mineira.
Francisco Leite Ribeiro foi agraciado com o Hábito da Imperial Ordem da Rosa em 30 de agosto de 1841, e com a Comenda da mesma Ordem em 20 de outubro de 1842.